# Too Many Husbands (film 1914)
Too Many Husbands è un cortometraggio muto del 1914 diretto da Sidney Drew.

## Trama
Un giovanotto non riesce a convincere lo zio che è innamorato della sua pupilla e che lui vuole sposarla.

## Produzione
Il film fu prodotto dalla Vitagraph Company of America.

## Distribuzione
Distribuito dalla General Film Company, il film - un cortometraggio in due bobine - uscì nelle sale cinematografiche statunitensi il 6 giugno 1914.